# Slater Rocks
Slater Rocks är en kulle i Antarktis. Den ligger i Västantarktis. Inget land gör anspråk på området. Toppen på Slater Rocks är 422 meter över havet.
Terrängen runt Slater Rocks är kuperad söderut, men norrut är den platt. Trakten är obefolkad. Det finns inga samhällen i närheten.